# Адміністративний устрій Липоводолинського району
Адміністративний устрій Липоводолинського району — адміністративно-територіальний поділ Липоводолинського району Сумської області на 1 селищну громаду, 1 сільську громаду та 2 сільські ради, які об'єднують 68 населених пунктів та підпорядковані Липоводолинській районній раді. Адміністративний центр — смт Липова Долина.

## Список громадЛиповодолинського району
| № | Назва                           | Центр             | Населені пункти | Площа км² | Місце за площею | Населення (2001), чол. | Місце за населенням |
| - | ------------------------------- | ----------------- | --- | --------- | --------------- | ---------------------- | ------------------- |
| 1 | Липоводолинська селищна громада | смт Липова Долина | смт Липова Долина c. Аршуки c. Байрак c. Беєве c. Берестівка c. Бугаївка c. Бухалове c. Весела Долина c. Веселе c. Воропаї c. Галаївець c. Грабщина c. Довга Лука c. Іванівка c. Кімличка c. Коцупіївка c. Куплеваха c. Легуші c. Липівка c. Липівське c. Лучка c. Макіївське c. Мельникове c. Московське c. Новосеменівка c. Олещенкове c. Панасівка c. Побиванка c. Русанівка c. Семенівка c. Столярове c. Стягайлівка c-ще Суха Грунь c. Хоменкове c. Червона Долина c. Червоногірка c. Чирвине c. Яганівка c. Яловий Окіп c. Яснопільщина |           |                 |                        |                     |
| 2 | Синівська сільська громада      | c. Синівка        | c. Велика Лука c. Весела Долина c. Гришки c. Довжик c. Капустинці c. Клюси c. Коломійцева Долина c. Мельники c. Підставки c. Подільки c. Потопиха c. Синівка c. Слобідка c. Тарасенки |           |                 |                        |                     |

## Список радЛиповодолинського району
| № | Назва                      | Центр         | Населені пункти                                                                            | Площа км² | Місце за площею | Населення (2001), чол. | Місце за населенням |
| - | -------------------------- | ------------- | ------------------------------------------------------------------------------------------ | --------- | --------------- | ---------------------- | ------------------- |
| 1 | Колядинецька сільська рада | c. Колядинець | c. Колядинець c. Великий Ліс c. Вовкове c. Греки c. Колісники c. Костяни                   |           |                 |                        |                     |
| 2 | Саївська сільська рада     | c. Саї        | c. Саї c. Антоненкове c. Голуби c. Карпці c. Мар'янівка c. Нестеренки c. Рудоман c. Товсте |           |                 |                        |                     |

* Примітки: м. — місто, с-ще — селище, смт — селище міського типу, с. — село